# Bulevar de las Capuchinas
El bulevar de las Capuchinas (en francés: le boulevard des Capucines) es un bulevar parisino situado entre el II Distrito y el noveno. Es uno de los cuatro grandes bulevares de la ciudad.

## Historia
El bulevar debe su nombre al Convento de las Capuchinas situado en esta calle hasta la Revolución francesa. 
Anteriormente, fue conocido bajo el nombre de rue Basse-du-Rempart por su proximidad con las defensas que protegían a la ciudad.

## Lugares de interés

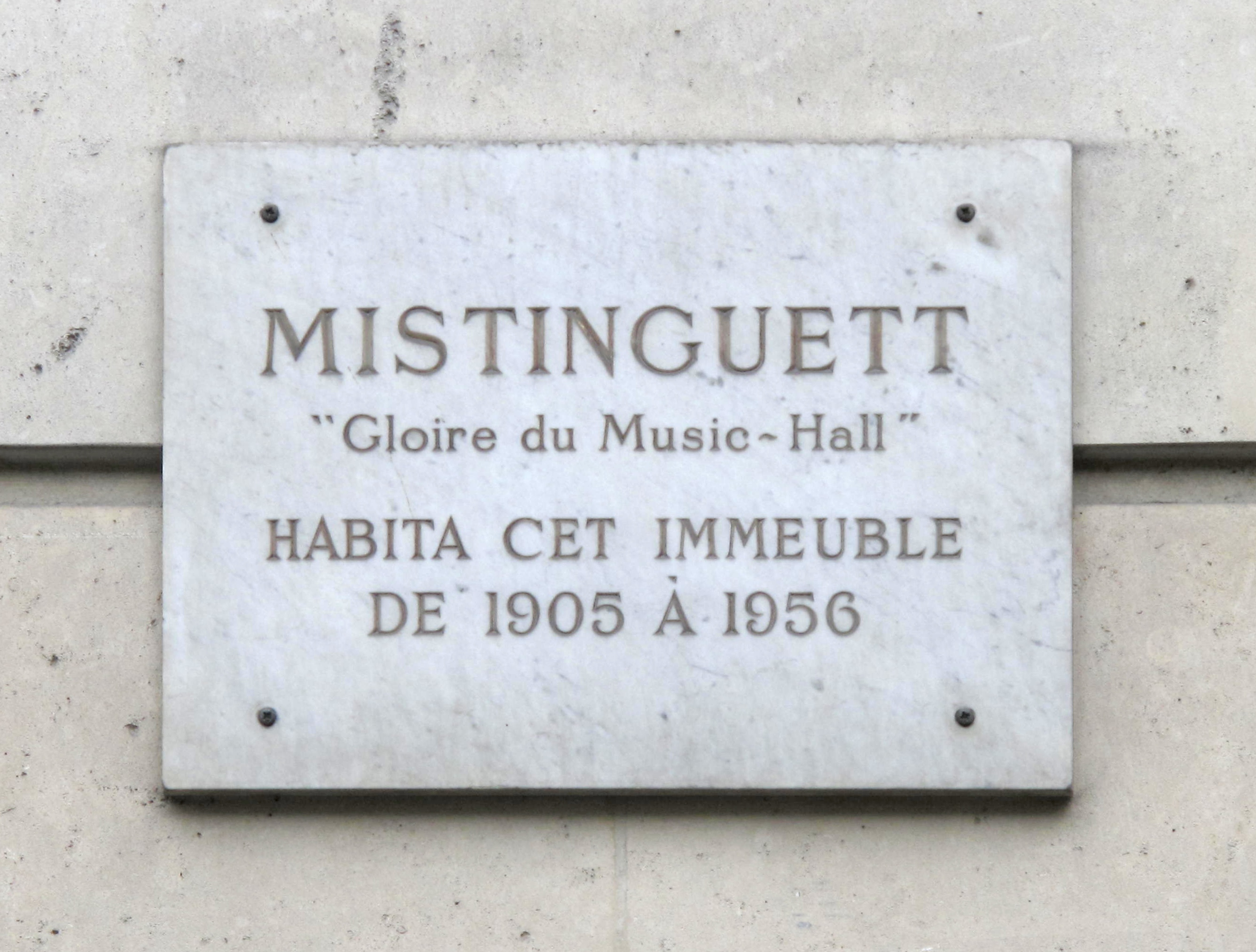
Placa dedicada a Mistinguett

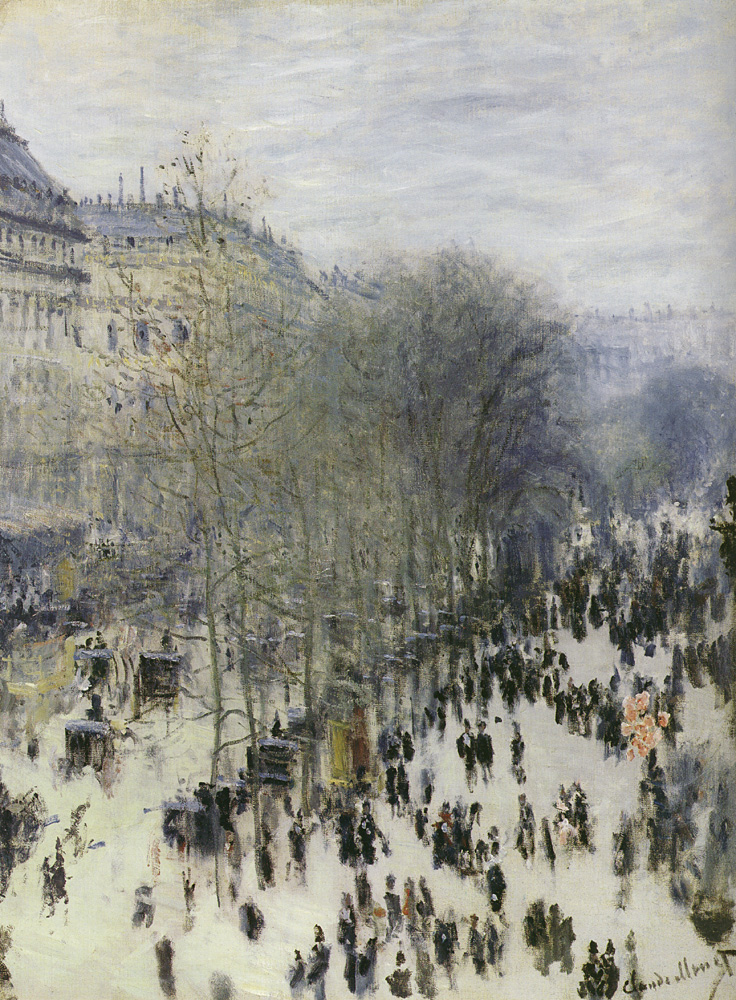
Cuadro de Monet titulado:"el bulevar de los Capuchinos".

Nº 1, Café Napolitano. Conocido por los escritores, periodistas y actores que lo frecuentaban.
Nº 2, Cine Paramount Opera. Este cine se ubica en el emplazamiento del antiguo hotel de 
Montmorency, y del teatro de Vaudeville. Fue construido en 1927 conservando elementos del hotel del siglo XVIII.
Nº 5, Taller fotográfico de Pierre-Louis Pierson. Este tuvo como musa a la Condesa de Castiglione.
Nº 7, Géorama. El Géorama era una representación del globo terrestre que se situó en la calle durante el año 1825.
Nº 8, Jacques Offenbach vivió entre 1876 y 1880, año de su muerte, en este número del bulevar.
Nº 12, Grand-Hôtel.
Nº 14, Hotel Scribe. Este hotel, en el que se encontraba el Gran Café, fue el lugar elegido por los hermanos Lumière para sus primeras proyección de pago. Wilhelm Röntgen lo usó para experimentar con sus Rayos X.  
Nº 16 al nº 22, sede de L'Événement, diario fundado por Victor Hugo.
Nº 24, residencia de Mistinguett de 1905 à 1956.
Nº 25, antigua sede del Museo Cognacq-Jay.
Nº 27, sede de la Samaritaine de Luxe, unos almacenes diseñados por Frantz Jourdain.
Nº 28, emplazamiento de una montaña rusa (1889), sustituida por la sala de espectáculos Olympia en 1893.
Nº 35, taller de Gustave Le Gray y residencia de Nadar. En abril de 1874, un grupo de pintores entonces casi desconocido, entre los que estaban Renoir, Manet, Pissarro y Claude Monet realizaron aquí su primera exposición. Entre las obras expuestas estaban Impression, de Claude Monet que luego daría nombre a una corriente pictórica o el bulevar de las Capuchinas que es hoy visible tanto en el Museo Pushkine de Moscú como en el Museo Nelson-Atkins de Kansas City.
Nº 37 al 43, antigua sede del Ministerio de Asuntos Exteriores entre 1820 y 1853. El 23 de febrero de 1848 un grave altercado a la altura de estos números del bulevar supondría el inicio de la revolución de 1848. 